# Almási Gergely Mihály
Almási Gergely Mihály (Homoródalmás, 1654. január 11. – Kolozsvár, 1724. március 23.) unitárius lelkész, erdélyi magyar unitárius püspök 1692-től haláláig.

## Élete
Miután Kolozsvárott elvégezte tanulmányait, 1678. április 23-án köztanító és iskolafőnök (senior) lett. 1680. augusztus 1-jétől külföldi egyetemekre ment, nevezetesen Leidenben teológiát tanult, ahonnan 1682. november 21-én hazatérve, december 3-án a kolozsvári főiskolában segédtanár (lector), majd a szentpéteri (Kolozsvár külvárosi) unitárius egyházmegye papja lett. 1684-ben feleségül vette a jómódú nemes Pápai Zsigmond lányát, Zsófiát, aki azonban 1692-ben meghalt. 1693-ban újból megnősült, második felesége, Csegezy Ilona előkelő aranyosszéki családból származott. Tőle 1707-ben elvált, és ugyanabban az évben feleségül vette Mátéfi Katát. Három feleségétől összesen tizenhat gyermeke született.
1692. október 23-án a szabédi zsinaton püspökké választották. Harminckét éven át látta el hivatalát, egy olyan időszakban, amelynek elején a Diploma Leopoldinum hatására az unitárius egyház helyzete javult, de utóbb a gubernium igyekezett a protestánsokat, köztük az unitáriusokat a háttérbe szorítani. Elődje, Kövendi Nagy Mihály  arra törekedett, hogy visszaállítsa az unitárius püspöknek a háromszéki unitárius egyházközségek feletti joghatóságát, mivel ezek Bethlen Gábor idejében a református püspök felügyelete alá helyezték. Kövendi Nagy halála után már Almási Gergely Mihály vehette át 1692. novemberben Bánffy György gubernátortól azt az oklevelet, amely feljogosította a Háromszékre is kiterjedő püspöki vizitációra. A következő év februárjában Almási tíz nap alatt végigjárta a tíz unitárius egyházközséget; ekkor született az a határozat, hogy az egyházközségekben kurátort kell választani, aki felel a gyülekezet vagyonáért, és ugyanekkor vezették be az ünnepnapi perselyes adakozást is. Ugyanebben az évben kérelmezték saját nyomda felállítását is. A gubernium engedélyezte, hogy akár a többi felekezet nyomdáját vegyék igénybe, akár saját nyomdát állítsanak; ez utóbbi végül 1696-ban történt meg. Almási Gergely Mihály kiadta a Koncz Boldizsár által írt Catechesist (1698), illetve a belga segítségért írt köszönő iratot, és az ő befolyása mellett Horváth Ferenc által írt Apologia fratrum unitariorum című könyvet.
1716-ban az unitáriusoktól katonai erővel elvették a kolozsvári főtéri templomot. A Stephan von Steinville tábornok által vezetett akció során Almási Gergely Mihályhoz harminc vasas német katonát szállásoltak be, akik megalázó módon bántak a püspökkel: katonamundért húztak rá, kezébe fegyvert nyomtak, s katonai gyakorlatokat végeztettek vele; felszolgáltatták vele az ételt, közben gúnyolták és fizikailag bántalmazták. Végül keresztet tartottak eléje, és kényszerítették, hogy megcsókolja, majd lótrágyát nyelettek vele. Az unitáriusoktól elvették a nyomdát is, és lefoglalták a templom sekrestyéjében talált unitárius könyveket.
Hetvenéves korában hunyt el; az Erdélyi Unitárius Egyház történetében ő volt a második leghosszabb ideig hivatalban levő püspök (Kilyéni Ferencz József után).

## Munkái
- Disciplina ecclesiastica. In usum ecclesiarum unitariarum in Transylvania dispersarum conscripta. Claudiopoli, 1694
- Könyörgéseit kiadta 1695. szintén Kolozsvárt
- Isteni dicséretek Imádságok és vigasztaló énekek. Melyek most ujabban jó rendben vétettek. Uo. 1697 (névtelenül)
- In exsequiis defunctorum canendae. Halott temetéskor való énekek. Uo. 1697 (névtelenül)
- Tractatus aliquot succincti. In generatione Christi. De libero arbitrio. De justificatione cum annexis. Uo. 1702 (névtelenül)

Számos könyörgést és egyházi beszédet is írt, amelyek kéziratban maradtak.